# Paradox van Skolem
In de wiskundige logica en filosofie, is de paradox van Skolem een schijnbare tegenstrijdigheid die voortvloeit uit de neerwaartse stelling van Löwenheim-Skolem. Thoralf Skolem was in 1922 de eerste die de schijnbaar tegenstrijdige aspecten van deze stelling besprak en die de relativiteit van de verzamelingtheoretische noties ontdekte die nu bekendstaan als niet-absoluutheid. Hoewel de paradox van Skolem geen werkelijke antinomie is, zoals de Russellparadox, wordt het resultaat meestal een paradox genoemd, en werd hij door Skolem beschreven als een "paradoxale stand van zaken".
De paradox is dat elke consistente aftelbare eersteordeaxiomatisering van de verzamelingenleer een aftelbaar model heeft. Dit lijkt in tegenspraak met het feit, dat men in de verzamelingenleer kan uitdrukken dat een verzameling overaftelbaar is. Het is dus zo dat een model dat slechts aftelbare verzamelingen bevat een eerste-ordezin vervult, die zegt dat een verzameling overaftelbaar is.